# Бондаренко, Арсений Игоревич
Арсений Игоревич Бондаренко (бел. Арсеній Ігаравіч Бандарэнка; род. 9 октября 1995 года, Минск) — белорусский футболист, защитник польского клуба «Лимановия».

## Клубная карьера
В 2012 году начал играть за дубль минского «Динамо», где впоследствии стал членом команды. Сезон 2015 года провел в аренде в клубе «Берёза-2010». По окончании сезона команда прекратила свое существование, а молодой защитник в начале 2016 года тренировался на базе «Динамо», но в результате был отдан в аренду команде «Звезда-БГУ».
Готовился к сезону 2017 в основной команде «Динамо», но в марте снова был арендован, на этот раз столичным «Лучом». Стал основным защитником клуба и помог ему выиграть Первую лигу. В январе 2018 года срок аренды был продлен на сезон 2018. В августе 2018 года стал игроком «Луча» на полноценной основе.
В начале 2019 года, в связи с переездом «Луча» в Могилев и слиянием с местным Днепром, он стал игроком объединенной команды, которая получила название «Дняпро». Был основным защитником команды, но не спас ее от вылета из Высшей лиги.
В феврале 2020 года после просмотра подписал контракт с жодинским «Торпедо-БелАЗ». Не сумев получить место в команде, он начал сезон 2020 года в дубле «жодинцев», а в марте был отдан в аренду в «Смолевичи», где стал основным защитником. В июле 2020 года он вернулся из аренды в «Торпедо-БелАЗ» и вскоре был арендован «Гомелем». В «Гомеле» играл в стартовом составе. В декабре 2020 года покинул клуб.
В феврале 2021 года стал игроком «Сморгони». В июле покинул клуб.
В августе 2021 года он подписал контракт с польским клубом «Лимановия».

### Статистика
| Сезон       | Дивизион | Клуб          | Страна        | Матчи | Голы |
| ----------- | -------- | ------------- | ------------- | ----- | ---- |
| 2012        | дубль    | Динамо        | Флаг Беларуси | 16    | 0    |
| 2013        | дубль    | Динамо        | Флаг Беларуси | 22    | 0    |
| 2014        | дубль    | Динамо        | Флаг Беларуси | 32    | 1    |
| 2015        | Д2       | Берёза-2010   | Флаг Беларуси | 27    | 1    |
| 2016        | Д2       | Звезда-БГУ    | Флаг Беларуси | 22    | 2    |
| 2017        | Д2       | Луч (Минск)   | Флаг Беларуси | 28    | 4    |
| 2018        | Д1       | Луч (Минск)   | Флаг Беларуси | 25    | 0    |
| 2019        | Д1       | Днепр         | Флаг Беларуси | 28    | 1    |
| 2020 (нач.) | дубль    | Торпедо-БелАЗ | Флаг Беларуси | 2     | 0    |
| 2020 (1)    | Д1       | Смолевичи     | Флаг Беларуси | 10    | 0    |
| 2020 (2)    | Д2       | Гомель        | Флаг Беларуси | 12    | 2    |
| 2021 (1)    | Д1       | Сморгонь      | Флаг Беларуси | 9     | 2    |

## Достижения
- Чемпион Первой лиги Беларуси: 2017